# Armando Avellanar Laydner
Armando Avellanar Laydner (Santa Maria, 17 de outubro de 1907 — São Paulo, 25 de dezembro de 1966) foi um político brasileiro. Exerceu o mandato de deputado classista constituinte em 1934.
Filho de do engenheiro ferroviário Júlio Laydner e de Ema Avellanar Laydner, seguiu o caminho o pai e começou a trabalhar como operário na Estrada de Ferro Sorocabana com 13 anos e em 1921 foi um dos fundadores da associação de trabalhadores da ferrovia. 10 anos depois, em 1931, também colaborou para a fundação do Sindicato dos Ferroviários da Estrada de Ferro Sorocabana e era defensor das reformas introduzidas pela Revolução de 1930.
Em 1933, esteve ao lado dos empregados na greve da Sorocabana, que tiveram êxito. Em Abril do mesmo ano, também fez parte da greve geral dos operários da Estrada de Ferro Leopoldina.